# Penn Lake Park
Penn Lake Park é um distrito localizado no estado norte-americano de Pensilvânia, no Condado de Luzerne.

## Demografia
Segundo o censo norte-americano de 2000, a sua população era de 269 habitantes.
Em 2006, foi estimada uma população de 278, um aumento de 9 (3.3%).

## Geografia
De acordo com o United States Census Bureau tem uma área de
5,3 km², dos quais 5,1 km² cobertos por terra e 0,2 km² cobertos por água.

## Localidades na vizinhança
O diagrama seguinte representa as localidades num raio de 16 km ao redor de Penn Lake Park.